# 청릉군
청릉군 이희철(靑陵君 李希哲, 1426년 ~ 1486년)은 조선의 왕족 종실이다. 본관은 전주(全州)이고, 덕안대군(문안군)의 양손자(養孫子)이며, 금산군의 양자(養子)이다.

## 생애
의안군 이화의 친증손자이며, 청릉군(靑陵君)으로 봉군된 그는 문안군 이방연의 양손자(養孫子)이며, 금산군 이중군의 양자(養子)이다.
공조판서(工曹判書)를 거쳐 형조판서(刑曹判書)를 지낸 학천군 이징의 친손자인 그는 문안군 이방연(조선 태조 이단의 여섯째아들)의 양자(養子)였던 금산군 이중군(金山君 李仲窘)의 양자 출계를 하였다. 사정공부사(司正公府使)를 지냈다.

## 같이 보기
- 문안군 이방연 (청릉군 이희철의 양조부)